# Montaut (Landes)
Montaut (en francès Montaut) és un municipi francès situat al departament de les Landes i a la regió de la Nova Aquitània.

## Demografia
| 1962                                       | 1968 | 1975 | 1982 | 1990 | 1999 | 2007 |
| ------------------------------------------ | ---- | ---- | ---- | ---- | ---- | ---- |
| 738                                        | 766  | 704  | 556  | 592  | 602  | 562  |
| Des de 1962: població sense dobles comptes |      |      |      |      |      |      |

## Administració
| Període   | Identitat                   | Partit |
| --------- | --------------------------- | ------ |
| 1983-1989 | Roger Dupouy                |        |
| 1989-2008 | Gérard Labadie              |        |
| 2008-     | Claude Boisseau Deschouarts |        |